# Religiosität

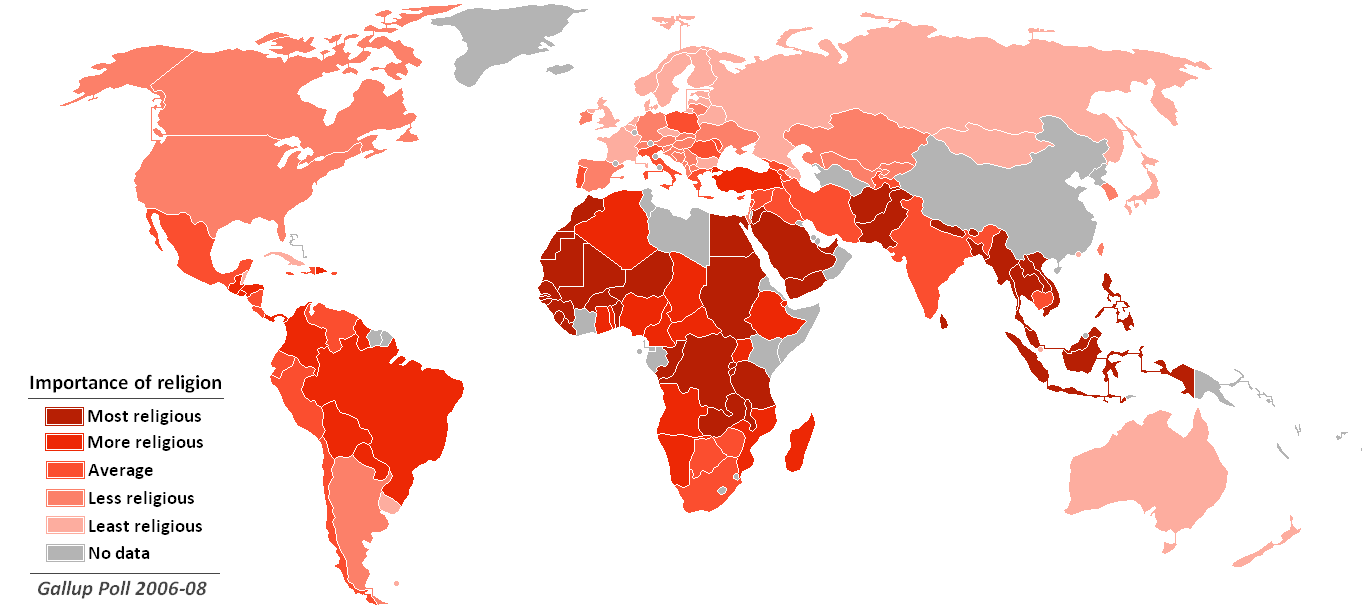
Übersichtskarte der relativen Bedeutung der Religion nach Land. Basierend auf der weltweiten Umfrage von 2006–2008 der Gallup Organization.

Religiosität oder Religiösität bezeichnet als Fachbegriff (im deutschen Sprachraum) die aus tiefer Ehrfurcht vor der Ordnung und Vielfalt in der Welt entstehende, universale menschliche Empfindung, dass alles letzten Endes auf einer ganzheitlichen, jedoch transzendenten (nicht erklär- oder beweisbaren) Wirklichkeit beruht. Hinzu kommt die Fähigkeit oder Eigenschaft, sich im Erleben, Denken, Fühlen und Handeln auf diese Transzendenz zu beziehen, häufig verbunden mit dem inniglichen Wunsch nach Erleuchtung und immer mit der Hinwendung zu einer konkreten Religion.
Im allgemeinen Sprachgebrauch wird allein dieser Bezug auf eine bestimmte Religionslehre in Lebensführung, sozialem Miteinander und Sinnsuche mit der Verwendung des Adjektives religiös ausgedrückt, während die persönliche Erfahrbarkeit der transzendenten Wirklichkeit – auch unabhängig von religiösen Dogmen – eher als spirituell bezeichnet wird. In der englischsprachigen Literatur werden die beiden Begriffe häufig nicht unterschieden.
Religiosität entspringt dem individuellen Streben nach Sinnfindung, Welterklärung und Existenzorientierung und basiert auf der angeborenen kognitiven Fähigkeit zur Kategorisierung. Demnach könnte man sie auch verkürzt als „transzendenten Sinn“ für die „Kategorie des Numinosen“ bezeichnen. Dieser „Sinn“ gehört wie Musikalität oder Intelligenz zu den komplexen neurobiologischen Phänomenen, die zwangsläufig auch mit der Frage verbunden sind, welchen evolutionären Vorteil diese Phänomene dem Menschen brachten. Trotz der enormen Vielfalt der existierenden Religionen lassen sich universale Elemente des Religiösen finden, die in allen Kulturen identisch sind und auf die grundlegende „Fähigkeit zur Religiosität“ des Menschen zurückgeführt werden. Der Molekularbiologe Dean Hamer glaubt in diesem Zusammenhang in dem Gen VMAT2 eine angeborene Ursache für das religiöse Empfinden des Menschen gefunden zu haben. Die Stichhaltigkeit seiner Theorie ist allerdings umstritten. Der Soziologe Thomas Luckmann sieht den Ursprung jeglicher Religiosität im mentalen Phänomen der Transzendenzerfahrungen, die von Augenzeugen seit jeher als besonders eindrückliche Bewusstseinserweiterungen geschildert werden und kulturunabhängig immer den gleichen Grundmustern gleichen.
Da Religiosität immer auf eine bestimmte Religion bezogen ist, ist der Glaube (an diese Lehre) ein synonymer Begriff für Religiosität. In der Religionssoziologie wird die Bezeichnung oftmals nicht klar vom (christlichen) Glauben getrennt, und in der Theologie wird Religiosität spezifisch christlich definiert. Die „transzendente Empfindung“ kann jedoch ebenso zu anderen Weltanschauungen führen. Die Wissenschaft, die sich konkret mit der Religiosität des Menschen befasst, ist die Religionspsychologie.
Das Phänomen der Religiosität steht am Beginn der Geschichte der Religionen und in diesem Zusammenhang auch der frühesten ethischen und moralischen Fundamente menschlicher Gesellschaften. Ein religionsloses Volk ist der heutigen Religionsethnologie nicht bekannt. Alle Kulturen besitzen heilige Objekte in irgendeiner Form und unterscheiden zwischen einem sakralen (heiligen) und einem profanen (weltlichen) Bereich. Émile Durkheim vertrat die Auffassung, dass das Sakrale Ausdruck der Verehrung des kollektiven Lebens sei. Insofern hat die Religiosität auch eine wichtige soziale Komponente. Ebenfalls liefert die Geschichte zahllose Beispiele, dass die Religiosität – in diesem Sinne der Wunsch nach einer unumstößlichen göttlichen Ordnung – den Menschen für ideologisch missbrauchte Religionsauslegungen leichter zugänglich macht. Kannibalismus, Hexenverfolgung oder religiöser Fundamentalismus belegen, wie die Verantwortlichkeit der Menschen ins Numinose verlagert wird, um Taten zu rechtfertigen, die normalerweise nicht akzeptiert würden.

## Definitionsversuche
Es gibt keine allgemeingültige Definition für Religiosität. Für Johann Gottfried Herder war sie einfach der Ausdruck für das echte religiöse Gefühl.
Im Folgenden einige Definitionsversuche:
- „Die Religiosität ist die anthropologische Voraussetzung dafür, dass Religion einen Platz im Menschen finden kann.“[18] Monika Jakobs (Theologin, Germanistin, Politikwissenschaftlerin und Soziologin)
- „Religiosität wird hier verstanden als die jedem Menschen potentiell mögliche, individuelle Ausprägung eines persönlichen Welt- und Selbstverständnisses unter Verwendung religiöser Kategorien, die meist im Kontext der umgebenden religiösen Kultur stehen.“[19] Ulrich Hemel (katholischer Theologe)
- „Religiosität ist die menschliche Einstellung im Gegenüber zu einem transzendenten Sinn und steht damit an der Stelle, die der Glaube in der christlichen Religion einnimmt.“[4] Stefan Tobler (protestantischer Theologe)
- „Echte Religiosität […] basiert auf einem aus Hingabe geborenen, sich öffnenden, religiösen Erleben, das alle Zeichen der Spontaneität besitzt und dessen Grundanliegen jenes Streben des Menschen ist, über sich selbst hinauszuwachsen. Ein religiöser Mensch ist deshalb nicht jener, der an bestimmte Dogmen glaubt oder der von der Wahrheit gewisser Lehren überzeugt ist oder der gewisse moralische Vorschriften befolgt, sondern vielmehr derjenige, der die Kraft, die Fähigkeit und den Willen zur Hingabe besitzt, […] dem Egoismus entgegen(zu)wirken.“[20] Anagarika Govinda (Interpret des Buddhismus und Daoismus)
- „Zu empfinden, daß hinter dem Erlebbaren ein für unseren Geist Unerreichbares verborgen sei, dessen Schönheit und Erhabenheit uns nur mittelbar und in schwachem Widerschein erreicht, das ist Religiosität.“[12] Albert Einstein (theoretischer Physiker)

Neben der Gleichsetzung mit dem Begriff des Glaubens wird Religiosität häufig synonym zu der Bezeichnung Spiritualität (im weiteren, Konfessionen und Religionen übergreifenden Sinn) verwendet. Gegen eine Gleichsetzung beider Begriffe sprechen allerdings die Ergebnisse von Interviews und Umfragen, in denen Befragte sich selbst als „spirituell, aber nicht religiös“ oder als „religiös, aber nicht spirituell“ bezeichnen. Kirchennahe Autoren behaupten, dass Frömmigkeit ein Synonym für Spiritualität sei und dass beide Begriffe immer auf konkrete Religion(en) bezogen seien. Tatsächlich gibt es auch nicht gebundene Formen der Spiritualität, die sich auf Glaubensgemeinschaften, -inhalte und -formen beziehen, welche von Kritikern als „Bastel-Religionen“ abgewertet werden. Seit Jahrhunderten befürworten Freimaurer das, was heute „Spiritualität“ genannt wird, lehnen aber Religionen, Religiosität und Gläubigkeit ab.
In vielen neueren empirischen Studien wird Religiosität nicht mehr explizit definiert. Der Begriff wird daher häufig „offen und alltagssprachlich verwendet, wodurch sich eine gewisse Unschärfe ergibt, die einer enormen Vielfalt religiöser Einstellungen, Denk-, Lebens- und Verhaltensweisen Rechnung trägt“.

## Begriffsgeschichtliches
Der Begriff entstand im 18. Jahrhundert mit dem philosophischen Interesse von Aufklärung, Idealismus und Romantik, eine hinter allen Erscheinungsformen der unterschiedlichen Religionen gemeinsame Basis aufzuweisen. Diese Tradition des homo religiosus wurde im 20. Jahrhundert von den Religionswissenschaftlern Rudolf Otto und Mircea Eliade fortgeführt. Entschieden nüchterner interpretierte hingegen Max Weber bestimmte religiöse Phänomene, etwa das des „asketischen Protestantismus“.
Gegenwärtig spricht man vor allem im deutschsprachigen Raum dann von Religiosität bei einem Menschen, wenn beim ihm ein „tragender Grund“ vorhanden ist (bzw. von außen betrachtet zu sein scheint), der aber wohl immer seltener in einer persönlichen Gottesbeziehung besteht, während man sich im angelsächsisch-skandinavischen Bereich in der Tradition William James’ zur Lösung der Sinnprobleme mehr an religiösen Erfahrungen orientiert.
Weitere Aspekte des Begriffes Religiosität lassen sich durch Begriffe wie „Volksfrömmigkeit“ mit einer breiten Verankerung im Brauchtum („Volksreligion“ innerhalb der „Volkskirchen“, „Aberglaube“) zeigen. Dies macht sich oft an der Frage einer Gemeinschaft von Gläubigen fest: loser Treff – individuell („die Natur ist meine Kirche“), Kirche – Sekte – Staatskirche. Am Beispiel des Fortbestehens vorchristlicher Glaubensinhalte und -praktiken („Aberglaube“) im „christlichen Abendland“ wird deutlich, dass zu keinem Zeitpunkt alle „Gläubigen“ tatsächlich alles geglaubt haben, was sie nach kirchlicher Auffassung hätten glauben müssen. Hieraus ergibt sich das methodische Probleme zu ermitteln, was Menschen zu einer bestimmten Zeit (zumal der Inquisition, der Hexenverfolgung, allgemeiner: des Fehlens von Religionsfreiheit) in einer bestimmten Region wirklich geglaubt haben.

## Wurzeln individueller Religiosität
Religiosität bezeichnet im Verständnis der Theologie die Fähigkeit des Menschen, sich der Vorstellung von einer Wirklichkeit im Jenseits bzw. des Transzendenten zuwenden zu können und dabei dieser Wirklichkeit mit Zustimmung zu begegnen (siehe auch Spiritualität).
Dagegen hat Religiosität in der Deutung mancher Wissenschaftsvertreter, z. B. derjenigen Psychologen, die zwischen Religiosität und Spiritualität keinen großen Unterschied sehen, ihre Ursache in dem Bedürfnis, nicht erklärliche Phänomene mit der individuellen Kenntnis der Dinge auf eine verständliche Ursache zurückzuführen und sich selbst in einem möglichst geschlossenen System zu erklären. Gleichzeitig versuchen Menschen mit dem Erleben der eigenen Religiosität in der Gruppe ihre Zugehörigkeit zu dieser Gruppe zu bestimmen und zu festigen. Dabei erscheint es unbeachtlich, in welchem Maß die in der Religiosität erkannten und verwendeten Erklärungen beweisbar oder logisch konsistent sind.

## Historischer Ursprung der individuellen Religiosität
Vom kollektiven Ritual befreite sich die individuelle Religiosität teilweise schon im alten Ägypten, spätestens jedoch in der Adelsgesellschaft Griechenlands zur Zeit Homers und Herodots. Die Vorstellung der Existenz einer anthropomorphen Götterfamilie, die den Beziehungen der heroischen Gesellschaft nachgebildet war, ermöglichte deren Mitgliedern einen individuellen Zugang zum jeweils zuständigen Gott gewissermaßen auf Augenhöhe durch Opfergabe und Gegengabe der Gottheit. Allerdings sprach diese rationale Konstruktion einer entdämonisierten Götterwelt die Masse der ländlichen Bevölkerung wohl nicht an; diese wandte sich weiterhin an Naturgottheiten oder praktizierte Fruchtbarkeits- und andere Mysterienkulte mit geheimen Praktiken. Die Nähe zur Gottheit wurde hier durch Ekstase erreicht.
Außerdem boten die Olympischen Götter für Tod und Jenseits keine Perspektiven, sondern nach dem Tode war nur ein Schattendasein im Hades zu erwarten. Die Religion vermittelte also zwar Schutz und Sicherheit in einer bedrohlichen Welt, aber nur die Adligen konnten dank kühner Taten auf den Erhalt ihres Nachruhms nach dem Tode setzen. In der griechischen Polis (etwa nach 600 v. Chr.) und im Römischen Reich gewannen dann von der Gemeinschaft bzw. vom Staat organisierte identitätsstiftende Kulte und prestigeträchtige religiöse Opferfeste wie die Panathenäen oder die Saturnalien an Bedeutung. Sie konnten die privaten religiösen Bedürfnisse zwar kaum befriedigen. An traditionelle Riten anknüpfend, waren sie jedoch mit unterschiedlichen individuellen Ausdrucksformen von Religiosität durchaus vereinbar. Sie wurden häufig profaniert oder (seit dem Zeitalter des Hellenismus) von orientalischen Kulten, die Jenseitshoffnung spendeten, und von Magie durchdrungen, bis mit dem Christentum als Staatsreligion im Hochmittelalter ein neues Klima der Verinnerlichung und der bedingungslosen Gottesliebe bis hin zur unio mystica an die Stelle des do ut des trat – bei wachsender Intoleranz und Aggression gegenüber Häretikern (z. B. Katharer) und konkurrierenden Religionen (Judentum, Islam). In diesem Kampf fühlten sich zumindest die christlichen Eliten wie die Mitglieder der Ritterorden als Vasallen eines stärkeren Herrn.
Einen weiteren Subjektivierungs- und Verinnerlichungsschub erfuhr das Christentum in Europa durch den Pietismus. Im 20. und 21. Jahrhundert erfolgt durch die Auflösung herkömmlicher sozialer Bindungen eine verstärkte Individualisierung des Glaubens bei gleichzeitigem Rückzug aus der Öffentlichkeit und verstärktem Zang zur Wahl aus marktförmigen Angeboten.

## Arten von Religiosität
Die Religiosität von Menschen wird nach der Art der Motivation in zwei Arten eingeteilt:
- Intrinsische Religiosität: Menschen, die ihre Bedürfnisse nach ihren religiösen Überzeugungen ausrichten und befriedigen (also gemäß dem Ziel der Religionslehre)
- Extrinsische Religiosität: Menschen, für die es persönliche Vorteile bringt, einer Religionsgemeinschaft anzuhören, z. B. als Ablenkung, Anpassung, moralische Rechtfertigung oder aus Statusgründen (entgegen der Lehre, siehe auch Scheinheiligkeit), oder auch Menschen, die im Glauben an Gott ein Tauschgeschäft sehen und eine konkrete Gegenleistung erwarten. Der Übergang zwischen den Motiven ist fließend.

Wenn Religiosität mit Angst oder Stress besetzt ist, kann dies negative Effekte auf die Gesundheit haben. Dann spricht man von „neurotischer Religiosität“.

## Religionssoziologische Untersuchungen
Bildung: Eine im Jahr 2005 veröffentlichte wissenschaftliche Studie der Europäischen Kommission weist einen Zusammenhang zwischen dem Bildungsgrad und der Tendenz zur Religiosität nach. So ist in der Europäischen Union der Glaube an einen Gott oder eine sonstige höhere Macht in den bildungsfernen Schichten am stärksten verbreitet und nimmt mit zunehmender Bildung ab. Umgekehrt korrelieren ein hoher Bildungsabschluss der Eltern, deren (höheres) Einkommen und ein städtisches Wohnumfeld auch in einer Südtiroler Studie negativ mit der Religiosität von  Jugendlichen.
Demografie und Individualisierung der Gesellschaft: Gesichert erscheint, dass die Prozesse der Individualisierung, die für die Gesamtgesellschaft nicht zu bestreiten sind, zu einer stärkeren Distanzierung sowohl von christlichen als auch von außerchristlichen Religionsformen führen. Die Befürworter einer Individualisierung stehen oft in Distanz zu Religion und Kirche in allen ihren Formen. Auch wird auf die Wechselwirkung von Religiosität und Demografie hingewiesen: weltweit bekommen religiös aktive Personen durchschnittlich mehr Kinder als nicht religiöse. Die Ursache für den Bedeutungsverlust von Religiosität, der zu niedrigeren Geburtenraten führe, vermuten die amerikanischen Forscher Pippa Norris und Ronald Inglehart in der besseren sozialen Absicherung. Wo die Menschen durch den Wohlfahrtsstaat von existenziellen Sorgen befreit würden, verliere die Religion ihre Hauptfunktion. Das schließe nicht aus, dass im globalen Maßstab die absolute Zahl der Menschen mit religiöser Orientierung steigt.

### Deutschland

#### Glaube an Gott
Laut einer repräsentativen Umfrage des Eurobarometers glaubten im Jahr 2005 47 % der Menschen in Deutschland an Gott, weitere 25 % glaubten etwas vager an eine spirituelle Kraft bzw. höhere Macht. 25 % Prozent der Befragten glaubten weder an einen Gott noch an eine andere spirituelle Kraft, 3 % waren unentschlossen. Eine Studie im Auftrag des Focus aus dem Jahr 2011 kam hingegen zu dem Ergebnis, dass 63 % der Deutschen an Gott glauben. In dieser Umfrage gab es aber keine Unterscheidungsmöglichkeit zwischen einem persönlichen Gott und einer eher unpersönlichen höheren Macht.

#### Jugend in Deutschland
Die 2010 herausgebrachte 16. Shell Jugendstudie gibt für die Jugend in Deutschland (Alter: 12–25 Jahre) 26 % an, die an einen persönlichen Gott sowie 21 %, die an eine höhere Macht glauben. 24 % der Jugendlichen wissen nicht so richtig, ob und woran sie glauben sollen, 27 % glauben weder an einen Gott noch eine höhere Macht.

#### Bedeutung von Religion und Glauben
Im Rahmen der ARD-Themenwoche Woran glaubst Du? (Juni 2017) wurde den Befragten im ARD-Deutschlandtrend die Frage gestellt Welche Bedeutung haben Religion und Glauben für Sie? 8 % antworteten mit sehr große, 29 % mit große, 36 % mit geringe und 27 % mit gar keine. Dabei messen eher Frauen Glauben und Religion eine große Bedeutung zu als Männer (48 % bei Frauen vs. 26 % bei Männern), ebenso die Menschen in Westdeutschland (41 %) als in Ostdeutschland (21 %).
Laut einer repräsentativen Umfrage aus dem Jahr 2017 beten rund 10 % der Deutschen täglich. 13 % der Befragten beten mindestens einmal im Monat, 9 % mehrfach im Jahr. Ca. 22 % beten seltener als „mehrmals im Jahr“, 42 % der Befragten beten niemals (keine Angabe: 4 %).

### International
Das Worldwide Independent Network und die Gallup International Association befragten im Zeitraum zwischen 2011 und 2012 fast 52.000 Personen aus 57 Ländern zu ihren religiösen Einstellungen. 13 % der befragten Personen bezeichneten sich als „überzeugte Atheisten“, 23 % nannten sich „nicht-religiös“ und 57 % gaben an, eine religiöse Person zu sein.
In den USA hat Religiosität in Gestalt der Zivilreligion eine besondere Ausprägung gefunden. Anhand der Verfassungen und Menschenrechtskonventionen entwickelt der Rechtsphilosoph Axel Montenbruck zudem einen vorrangig säkularen Begriff der Zivilreligion: „Der Präambel–Humanismus lässt sich also, sobald man sich ausdrücklich zu ihm bekennt, als eine ‚Ersatzreligion der Vernünftigen‘ deuten.“
In einer Umfrage aus dem Jahr 2008 bezeichneten 82 % der US-Amerikaner Religion als für ihr Leben wichtig oder sehr wichtig (55 % sehr wichtig). Dabei bezeichneten 65 % der Frauen Religion als für ihr Leben sehr wichtig gegenüber 44 % der Männer.
Weitere international vergleichende Studien mit auch online zugänglichen Auswertungen bieten der Bertelsmann Religionsmonitor und das Pew Forum on Religion & Public Life in den USA.

### Religion bei Frauen
Aus eher politikwissenschaftlicher Sicht stellt man sich die Frage, wie die relativ höhere und oft strengere Religiosität von Frauen im Kontext der Globalisierung und Moderne zu verstehen ist. Die Politologin und Psychologin Angelika Ebrecht zeigt unterschiedliche Aspekte auf: Zum einen kann die weibliche Religiosität einerseits emotionale Bindungskräfte stabilisieren, welche im Zuge einer globalisierten Welt eher verloren gehen, und somit andererseits in Situationen des politischen Umbruchs als Basis für soziale Bewegungen dienen, welche genuinen Widerstand tragen.
Zum anderen ist jedoch eine politische und gesellschaftliche Funktionalisierung von religiöser Weiblichkeit möglich, die zu einer strikten Einbindung von Frauen in traditionelle Herrschaftsverhältnisse führen kann.

## Anthropologische Untersuchungen
In Anthropologie, Kognitionswissenschaft und Evolutionsbiologie wird nach neurologischen und biologischen Ursachen von Religiosität und Spiritualität gesucht. So erklären die Anthropologen Scott Atran und Pascal Boyer diese beispielsweise als evolutionäre Nebenprodukte. Die zugrundeliegenden Untersuchungen weisen darauf hin, dass nicht eine einzelne Fähigkeit oder ein einzelner Gehirnbereich für die Entstehung dieser Phänomene verantwortlich ist, sondern mehrere verschiedene kognitive Fähigkeiten und neurologische Eigenschaften des Menschen dabei beteiligt sind.

Die Heritabilität (Erblichkeit) von Religiosität wurde von Koenig et al. (2005)
für Personen im Erwachsenenalter auf 44 % beziffert.

## Religiosität in der Medizin
Neuerdings wird der Faktor Religiosität auch in der Medizin, und ganz besonders in der Psychiatrie wissenschaftlich untersucht. Hier ist die Amyotrophe Lateralsklerose (ALS) wegen ihrer klinischen Besonderheiten (die Patienten sind bis zum letzten Atemzug bei vollem Bewusstsein, meist relativ jung und kognitiv nicht beeinträchtigt) im Bezug auf Lebensqualität und Religiosität von verschiedenen Forschungsgruppen besonders gut untersucht. Diese Studien zusammenfassend konnte Religiosität bei ALS Patienten zwar nicht das Leben verlängern, aber die Lebensqualität signifikant heben.

## Religiosität in der Psychiatrie
Eine umfangreiche Studie wurde 2003 vom Psychiater Kenneth S. Kendler und Mitarbeitern veröffentlicht. Untersucht wurden 2.616 Männern und Frauen, bei denen 78 Dimensionen der Religiosität studiert wurden. Fünf psychiatrische Diagnosen wurden als internalisierende (Depression, Angststörung, Panikstörung, Bulimie) vier externalisierenden Krankheitsbildern (Nikotinsucht, Alkoholsucht, Tablettensucht, antisoziale Verhaltensstörung) gegenübergestellt. Von den sieben Faktoren der Religiosität zeigen sich zwei protektiv gegen beide Krankheitsgruppen (soziale Religiosität und Dankbarkeit), vier Faktoren zeigen sich protektiv nur gegen externalisierende psychische Krankheiten (allgemeine Religiosität, Gottesbeziehung, Vergeben/Liebe und Gottesgericht) und ein Faktor reduzierte das Risiko für die internalisierende Gruppe (Rachelosigkeit). Die bei Kendler gefundene Risikoreduktion der Suchterkrankungen im Allgemeinen (Alkohol, Nikotin, Tabletten, Drogen) durch Religiosität findet sich durchgängig in fast allen durchgeführten Studien.
Laut einer Metaanalyse der Duke University über alle Forschungsarbeiten zu Religiosität und psychischer Gesundheit, die seit 1990 weltweit in den meistzitierten psychiatrischen und neurologischen Fachzeitschriften erschienen sind, zeigen 72 Prozent der relevanten Studien, dass die psychische Gesundheit mit dem Ausmaß, in dem sich ein Mensch religiös-spirituell engagiert, steigt. Laut dem Studienautor Raphael Bonelli seien die Hinweise auf eine Schutzfunktion durch Religiosität teils äußerst stark, allen voran bei Sucht, Depression und Suizid, doch auch bei Demenz waren die Resultate vielversprechend.
Nicht nur bei Erwachsenen, sondern auch bei Jugendlichen konnte Religiosität als Schutzfaktor für gesundheitlich problematische Verhaltensweisen nachgewiesen werden: So konnten Donath und Kollegen in ihrer für Deutschland repräsentativen Studie mit mehr als 44.000 Jugendlichen zeigen, dass von den Jugendlichen als ihnen wichtig angegebene und gelebte Religiosität ein Schutzfaktor für Rauschtrinken war.

## Zitate
- „Ich habe nie ohne Religion gelebt und könnte keinen Tag ohne sie leben, aber ich bin mein Leben lang ohne Kirche ausgekommen.“[74] Hermann Hesse
- „Können Sie als aufgeklärte Naturwissenschaftler eigentlich an Gott glauben? Gerhard Ertl: Ja, aber sicher! Gerade mit jedem Schritt meiner Forschungsarbeit wunderte ich mich mehr: Diese minimale Wahrscheinlichkeit, mit der es zu der Schaffung von Leben kommen konnte. Es war vielleicht der größte denkbare Zufall, dass alle Komponenten so zusammenspielten, dass unser Kosmos in der uns bekannten Form entstehen konnte. […] Die Kreationismus-Ideen unter anderem von George Bush sind natürlich für mich reiner Wahnsinn. […] Ich habe Hoffnungen auf die absolute Sinnhaftigkeit dessen, was kommen wird. […] Von dem Paradies selber bin ich nicht überzeugt. Stellen Sie sich vor, wir treffen uns alle im Paradies wieder, das wäre ja unendlich überfüllt. Das wäre doch schrecklich, längst kein Paradies mehr! […] Nein, mein individuelles Ich wird mit dem Tod aufgelöst sein, ich werde Teil des Ganzen bleiben.“[75]
- „Schon früher habe ich zu formulieren versucht, dass es sich bei den Bildern und Gleichnissen der Religion um eine Art Sprache handelt, die eine Verständigung ermöglicht über den hinter den Erscheinungen spürbaren Zusammenhang der Welt, über die zentrale Ordnung, ohne die wir keine Ethik und keine Wertskala gewinnen könnten. […] Für die moderne Naturwissenschaft steht also am Anfang nicht das materielle Ding, sondern die Form, die mathematische Symmetrie (‚Platon sieht am Grunde der Wirklichkeit mathematische Zusammenhänge, mit denen der göttliche Schöpfer aus dem Chaos die symmetrische Ordnung, harmonische Formen, geschaffen hat. Heisenberg nannte dies die ‹zentrale Ordnung›, was er in die Formel fasste: ‹Am Anfang war die Symmetrie›.‘[76]). […] Und da die mathematische Struktur letzten Endes ein geistiger Inhalt ist, könnte man auch mit den Worten von Goethes Faust sagen: 'Am Anfang war der Sinn'.“ (Werner Heisenberg[76])